# E-goi
A E-goi é uma empresa que desenvolve soluções tecnológicas para que empresas de E-commerce, Retail, Utilities e Serviços melhorem a relação com a sua audiência. O seu produto principal tem o mesmo nome da empresa e consiste num SaaS (Software as a Service) de Automação de Marketing Omnichannel com Inteligência Artificial (Funil de Venda, E-mail Marketing, SMS, SmartSMS, WhatsApp, Web Push, Mobile Push, Smart Wi-fi, Torpedo de voz, Programa de Fidelização e E-mail / SMS transacionais).
Ela abrange todo o Ciclo de vendas, desde a Atração, através dos canais de comunicação existentes, passando pela Captura de contatos através de Formulários, Landing pages e Smart Wi-fi, até chegar na Venda e Fidelização através dos Autobots que permitem automatizar as ações de comunicação e relacionamento de forma segmentada.

## Software e Serviços

### Produto
1. Ao nível da comunicação a E-goi oferece os seguintes canais: Email, SMS, Automação, WhatsApp, Landing Pages, Mobile Push, Web Push, Torpedo de Voz, email e sms Transacional;
2. Relativamente à otimização, a E-goi disponibiliza: Send Time Optimization e Next Best Offer por AI, Teste A/B, Track Comportamental Online e Offline, Relatórios Detalhados, Anti Spam, Velocidade/Horário de Envio, Integração com Google Analytics.
3. A Automação da E-goi permite: Recuperação de Carrinho Abandonado, RSS, Lead Scoring, NPS, Fluxos de Nutrição, Auto Responder baseados em Comportamentos e Datas (ex. Lembretes de Consultas / Feliz Aniversário)
4. A Gestão de Contatos na E-goi é realizada através: Segmentação, Comportamentos Online/ Offline e Tags;
5. Pode realizar a captura de novos leads na E-goi através de: Forms Site, Landing Pages, Pop-Ups; Apps (IOS / Android), Captive Portal (Wi-fi) e integração com centenas de softwares tais como WordPress[3], AdobeCommerce (Magento[4]), Shopify, Prestashop[5], Zapier[6], VTEX, Uappi, etc.

A E-goi oferece vários recursos destinados ao apoio e suporte dos clientes. A nível educativo a E-goi compartilha vários conteúdos através de Webinars, E-books, artigos no Blog e através de vídeos no canal do Youtube. Os clientes contam também com atendimento e suporte em vários canais de comunicação, tais como: atendimento via telefone, chat, email, curso online, tutoriais, vídeos e artigos de ajuda.

### Goidini & Plugins
O E-goi pode ser integrado com vários plugins que permitem aos usuários integrar as suas plataformas tecnológicas com a ferramenta:
- Vtex[11]
- Shopify
- Wordpress
- Woocommerce
- Salesforce
- Prestashop
- Magento
- Opencart
- Nuvem Shop / Tienda Nube
- Uappi
- Wake
- Tray Commerce
- Loja Integrada
- Eventbrite
- Facebook Lead Ads
- Facebook Instant Articles
- Facebook Audiences
- Capsule[12]
- Pipedrive
- Pluga[13]
- Getsitecontrol
- Zoho
- Dynamics
- Zapier
- Instapage
- Hotmart
- Klickpages
- Unbounce
- Eduzz
- Joomla
- Quickemailverification
- Weasy
- Moloni
- Highrise
- CTT

## História
A E-goi foi fundada em 2000, por Miguel Gonçalves, sediada em Matosinhos, Portugal. A empresa como a conhecemos hoje tem vindo a sofrer várias alterações nomeadamente nos serviços que presta. Nos primeiros anos de operação a empresa chamava-se Maxideia contando apenas com um colaborador, prestava serviços de agência de comunicação e conteúdo, tal como criação de Websites, CD Rom’s, Multimedia, Design Gráfico, Logótipos, Hospedagem de Websites, entre outros.
No ano de 2004 a empresa muda o nome para Maxmailing, e  já contava com 8 colaboradores, nesta fase a empresa começa a perceber que as soluções que apresentava ao mercado não eram suficientes para acompanhar a evolução do mesmo. Nesse sentido, em 2008 volta a realizar uma reconstrução da imagem da marca e dos serviços e produtos que oferece aos seus clientes, surge então a E-goi, uma ferramenta de Marketing Multicanal Automatizada, capaz de ajudar as empresas a melhorarem a sua comunicação para com os seus clientes, através da utilização de inúmeros canais de comunicação, tais como: Email Marketing, SMS, Web Push, Mobile Push, Autobots, Torpedo de Voz, Transacional e E-goi Ads.
Após o lançamento da plataforma, o número de contas e de colaboradores não parou de crescer. Em 2010 a empresa já contava com 14 colaboradores e a plataforma atingiu o valor de 2.000 contas registradas, no mesmo ano a E-goi internacionaliza-se para o mercado brasileiro.
Grandes aumentos obrigam a grandes mudanças, e no ano de 2014 a empresa muda as suas instalações, conseguindo consolidar o segmento Corporate. Atualmente a E-goi emprega cerca de 100 colaboradores e conta com mais de 700.000 utilizadores e em mais de 40 países.
Em 2019 a empresa foi nomeada para dois concursos nacionais, tendo ganho o prémio de Fast Mover (maiores empresas do Portugal Tecnológico 2019). Em 2024 ficou no top 25 melhores empresas para trabalhar em Portugal (Mept) pela revista Exame.